# سوفي ديلماس
سوفي ديلماس (بالفرنسية: Sophie Delmas)‏ هي مغنية وممثلة فرنسية، ولدت في 1970 في باريس في فرنسا.

## وصلات خارجية
- سوفي ديلماس على موقع IMDb (الإنجليزية)